# Nephopterix mediterranella
Nephopterix mediterranella is een vlinder uit de familie van de snuitmotten (Pyralidae). De wetenschappelijke naam van de soort is voor het eerst geldig gepubliceerd in 1935 door Amsel.